# 헬싱글란드와 예스트리클란드 여공작 마들렌 공주
마들렌 테레즈 아멜리 요세핀(Madeleine Thérèse Amelie Josephine, 1982년 6월 10일 ~ )은 칼 16세 구스타프와 실비아 왕비 사이에서 태어난 차녀이다. 스웨덴 왕실로부터 헬싱글란드 공작과 예스트리클란드 공작 작위를 받았다.